# Mihail Korybut Wiśniowiecki
Michał Korybut Wiśniowiecki (lituaniană Mykolas I Kaributas Višnioveckis); (n. 31 mai 1640, Bilîi Kamin, Lwów Land⁠(d), Coroana Regatului Poloniei⁠(d), Polonia-Lituania – d. 10 noiembrie 1673, Lwów, Coroana Regatului Poloniei⁠(d), Polonia-Lituania) a fost fiu a lui Jarema Wiśniowiecki și a soției sale, Gryzelda Konstancja Zamoyska. A fost rege al Uniunii polono-lituaniană din 29 septembrie 1669 până la moartea sa în 1673.
1. 1 2 3 4 5 6 7 8  Wiśniowieccy : monografia rodu[*], p. 251 Verificați valoarea |titlelink= (ajutor)